# ماكراكومي
ماكراكومي (Μακρακώμη) هي مدينة في فثيوتيس في مقاطعة كينتريكي إلادا في اليونان.